# Si Ču
Si Ču (Chu Hsi, Zhu Xi) (Kina, 18. listopada 1130. – Kina, 23. travnja 1200. - kineski filozof
Bio je vodeći predstavnik novo-konfucijske škole u vrijeme dinastije Sung, začetnik novokonfucijske skolastike. Zovu ga kineski Toma Akvinski, srodan je arapskom filozofu Al Gazaliju. Napisao je oko 70 knjiga. Njegove "Četiri knjige" o konfucionizmu nisu prepoznate u njegovo vrijeme, a kasnije su postale vrlo cijenjene i klasična literatura. Proučavao je ključne pojmove kineske filozofije: qi (vitalnu energiju koja struji tijelom i okolišem) i li (moral). Utjecao je na kineske, japanske i korejske filozofe. Bio je vrhunski majstor kaligrafije. Časopis "Life" postavio ga je na 45. mjesto u popisu najvažnijih osoba u posljednjih 1000 godina.